# Laccophilus undatus
Laccophilus undatus är en skalbaggsart som beskrevs av Aubé 1838. Laccophilus undatus ingår i släktet Laccophilus och familjen dykare. Inga underarter finns listade i Catalogue of Life.